# Топішко Ніна Олександрівна
Ніна Олександрівна Топішко (уроджена — Сергієнко) (23 лютого 1954, село Водотиї, Коростишівський район, Житомирська область) — український історик та архівіст. Директор Центрального державного кінофотофоноархіву України імені Г. С. Пшеничного (2003—2015). Заслужений працівник культури України.

## Життєпис
Народилася 23 лютого 1954 року в селі Водотиї, Коростишівський район, Житомирська область. Закінчила історичний факультет Київського державного університету імені Т. Г. Шевченка, спеціалізація — архівознавство.
Архівну діяльність розпочала у Центральному державному архіві кінофотофонодокументів УРСР у 1977 році, пройшовши шлях від молодшого наукового співробітника до директора ЦДКФФА України ім. Г. С. Пшеничного (з 2003 р.).
Вагомим є внесок Н. О. Топішко в реалізацію державної політики в галузі архівної справи — формування Національного архівного фонду України аудіовізуальними документами, забезпечення їх збереженості і використання документної інформації.
Н. О. Топішко є членом колегії, Науково-видавничої ради, Нормативно-методичної комісії Укрдержархіву, Головної редакційної колегії серії «Архівні зібрання України».

## Публікації
- Статті: «Пам'ять часів» (щорічник «Наука і культура», 2002), «Центральний державний кінофотофоноархів України імені Г. С. Пшеничного» (довідник «Архівні установи України», Т. 1, 2005). Вона є співупорядником буклетів про Центральний державний кінофотофоноархів України імені Г. С. Пшеничного. За участю Н. О. Топішко та під її керівництвом побачили світ анотовані каталоги кінодокументів: «Кінолітопис. Червень 1945—1955 рр.» (К., 2002.), «Кінолітопис 1956—1965 рр.» (К., 2003), «Україна і Друга світова війна: Кінолітопис 1939—1945 рр.» (К., 2006) та їх електронні версії, підготовлено до видання «Кінолітопис 1896—1975 рр.», «Кінолітопис 1966—1975 рр.». Готується до друку «Кінолітопис 1976—1985 рр.», і уже розпочато роботу над наступним виданням «Кінолітопис 1986—1995 рр.»[1].

## Нагороди та відзнаки
- Заслужений працівник культури України,
- Почесна Грамота Кабінету Міністрів України (2004)[2],
- Почесні грамоти Міністерства культури і мистецтв України, Головдержслужби України, Державного комітету архівів України.